# Église paroissiale Sainte-Anne de Felsővíziváros
 (novembre 2016).
Si vous disposez d'ouvrages ou d'articles de référence ou si vous connaissez des sites web de qualité traitant du thème abordé ici, merci de compléter l'article en donnant les références utiles à sa vérifiabilité et en les liant à la section « Notes et références ».
L'église paroissiale Sainte-Anne de Felsővíziváros (Felsővízivárosi Szent Anna-plébánia) est une église catholique de Budapest située dans le quartier de Víziváros sur Batthyány tér. Elle est considérée comme l'un des plus beaux édifices baroques de Budapest.

## Construction
L'architecte qui dessina les premiers plans pour les jésuites reste inconnu mais la construction débuta en 1740 sous la direction de Hamon Kristóf ; Mátyás Nepauer poursuivit les travaux après sa mort. Un tremblement de terre en 1763 et, dix ans plus tard, la dissolution de la Compagnie de Jésus en Autriche-Hongrie retardèrent l'achèvement du sanctuaire qui ne fut consacré qu'en 1805. Le café Angelika occupe aujourd'hui l'ancien presbytère.

## Galerie

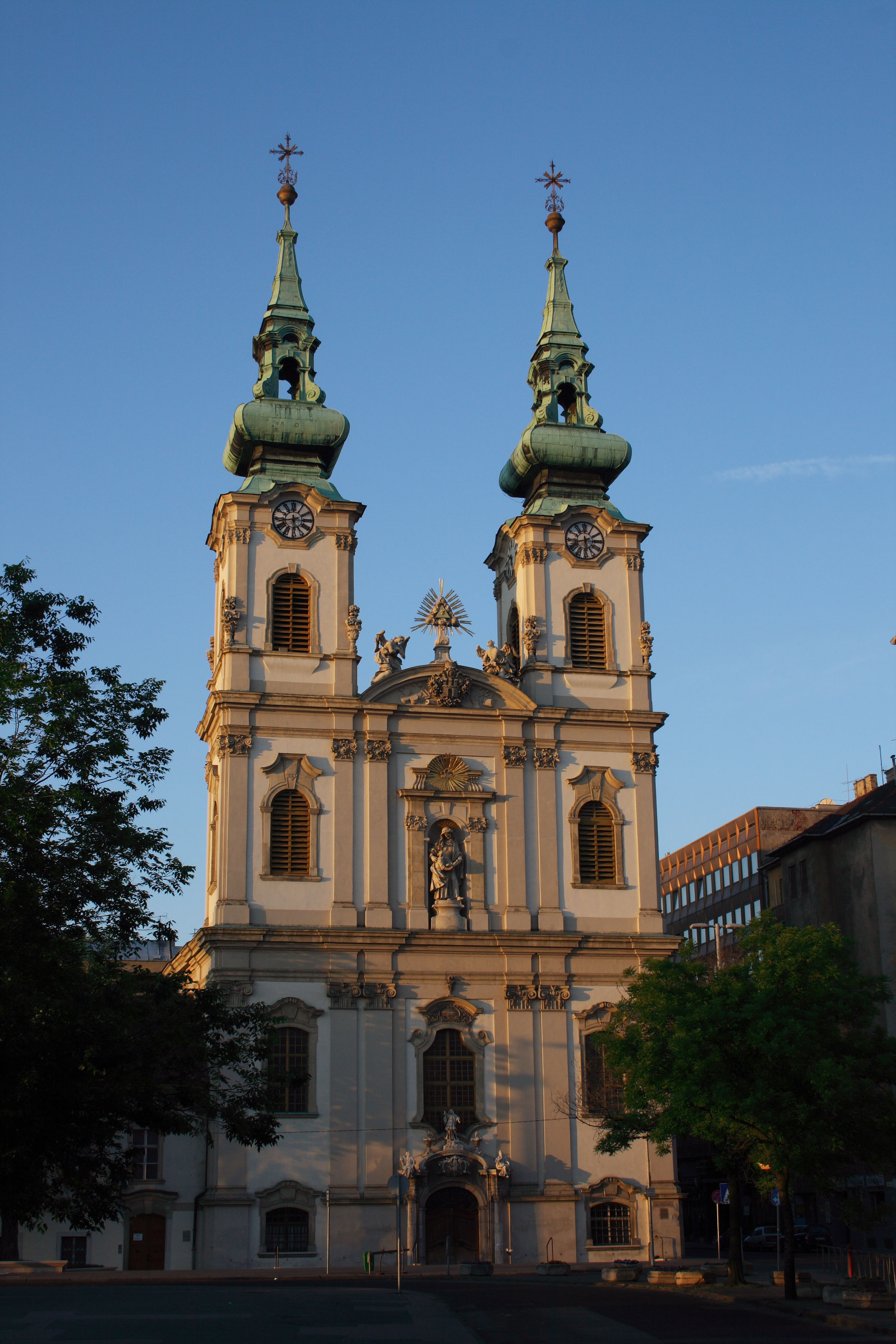
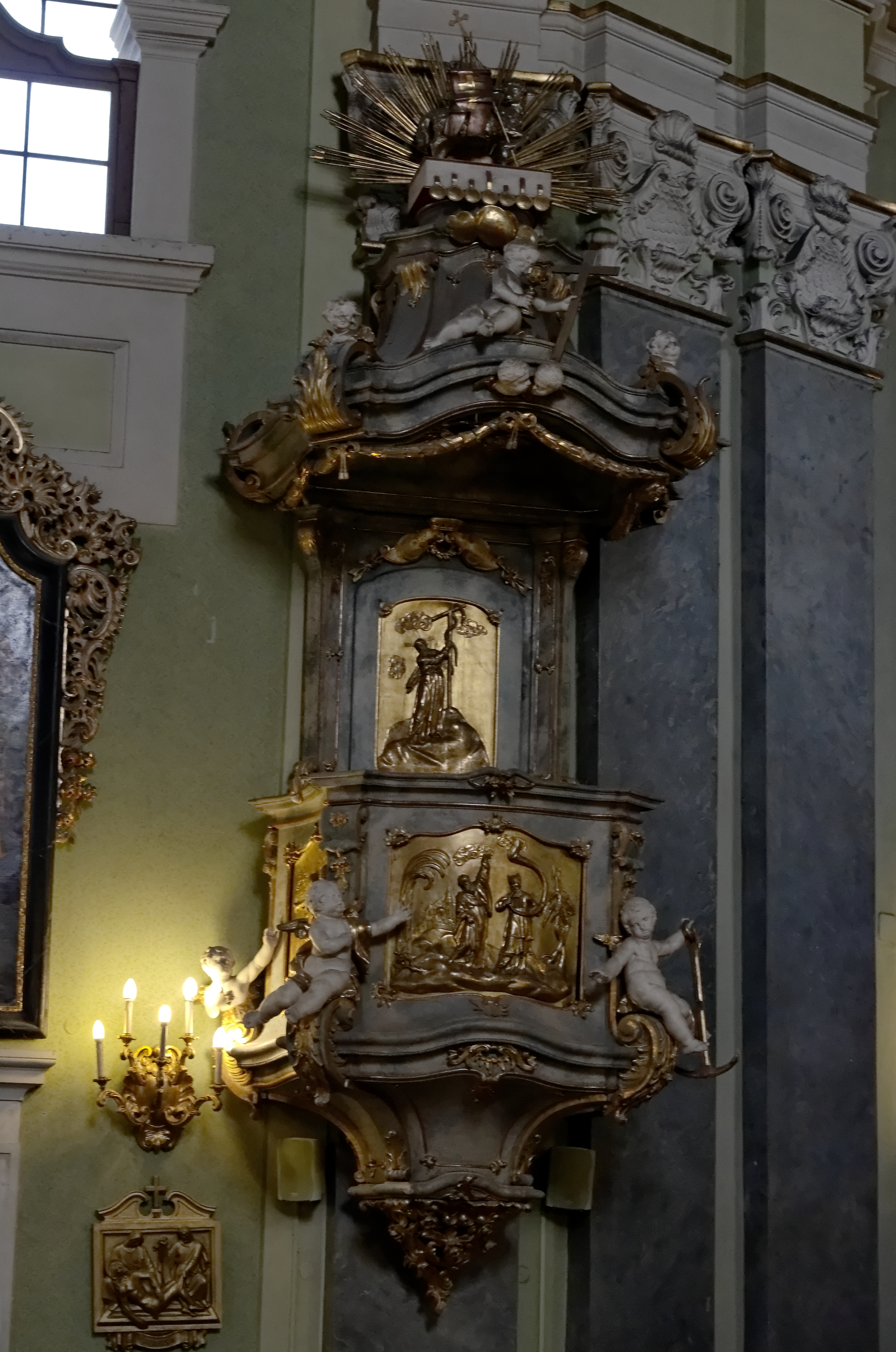
Chaire par Károly Bebo (1773)
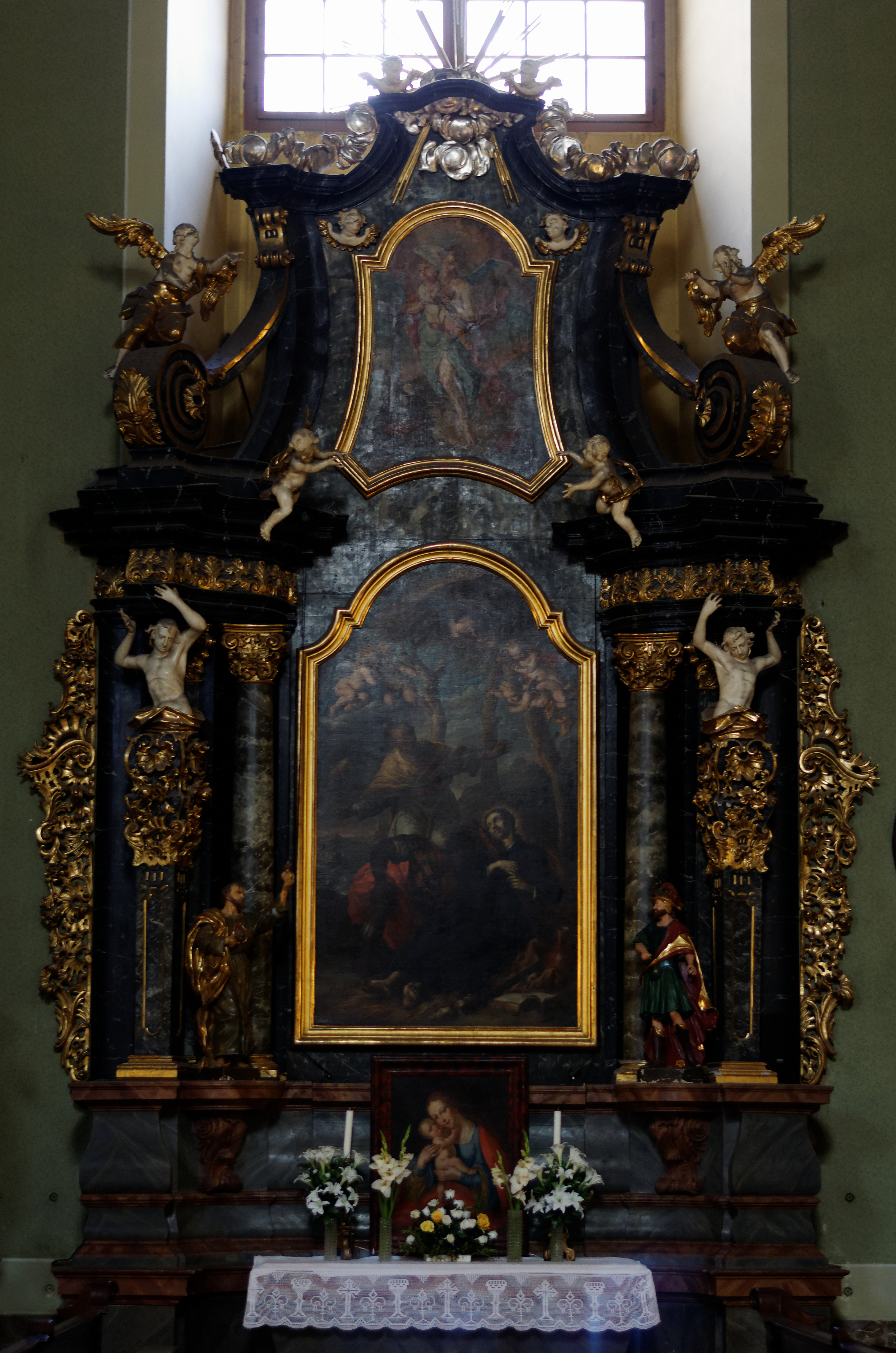
Autel latéral droit dessiné par Antal Eberhardt (1768), dédié à saint François Sauveur. La peinture centrale de Franz Wagenschön
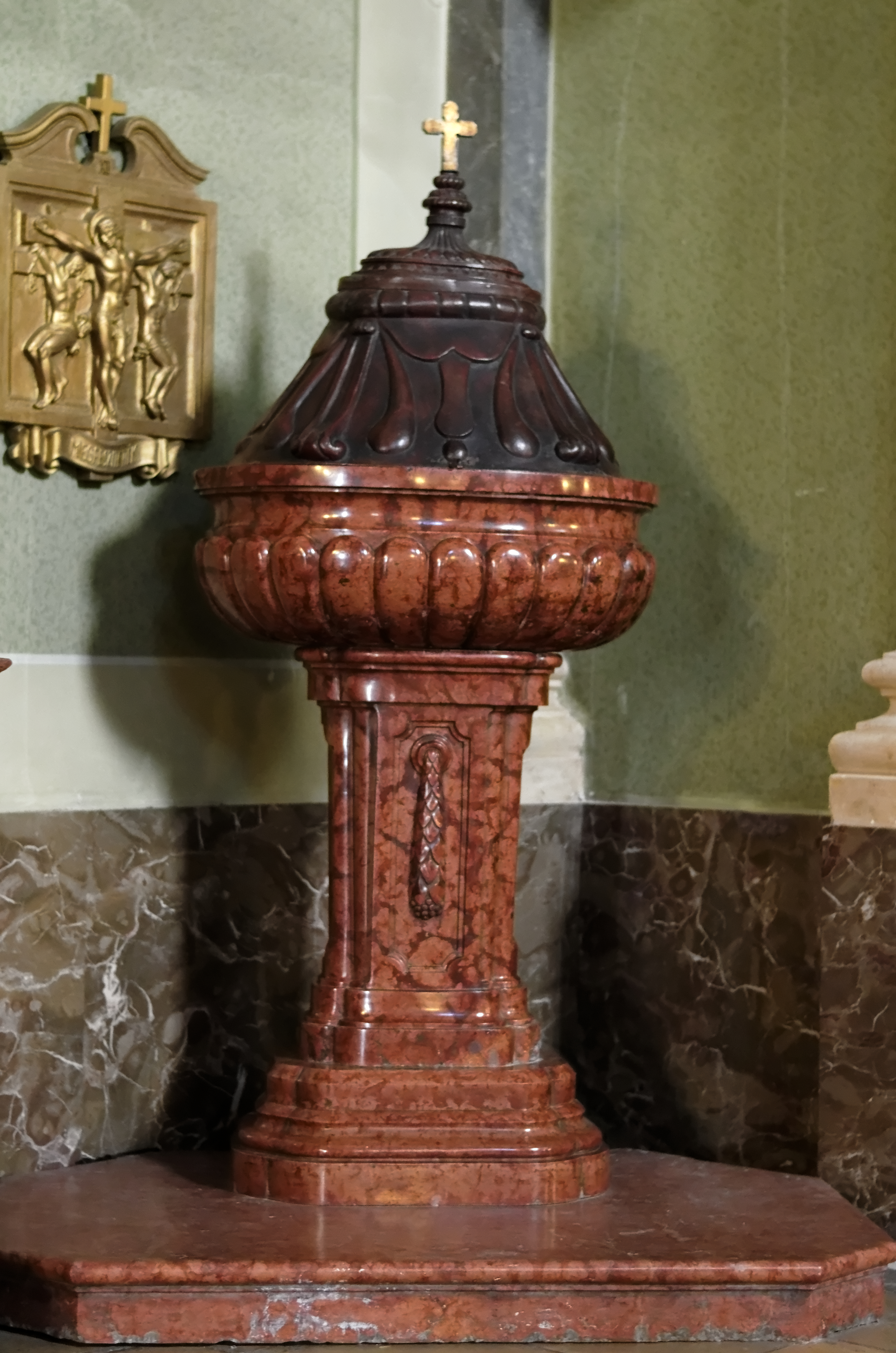
Fonts baptismaux
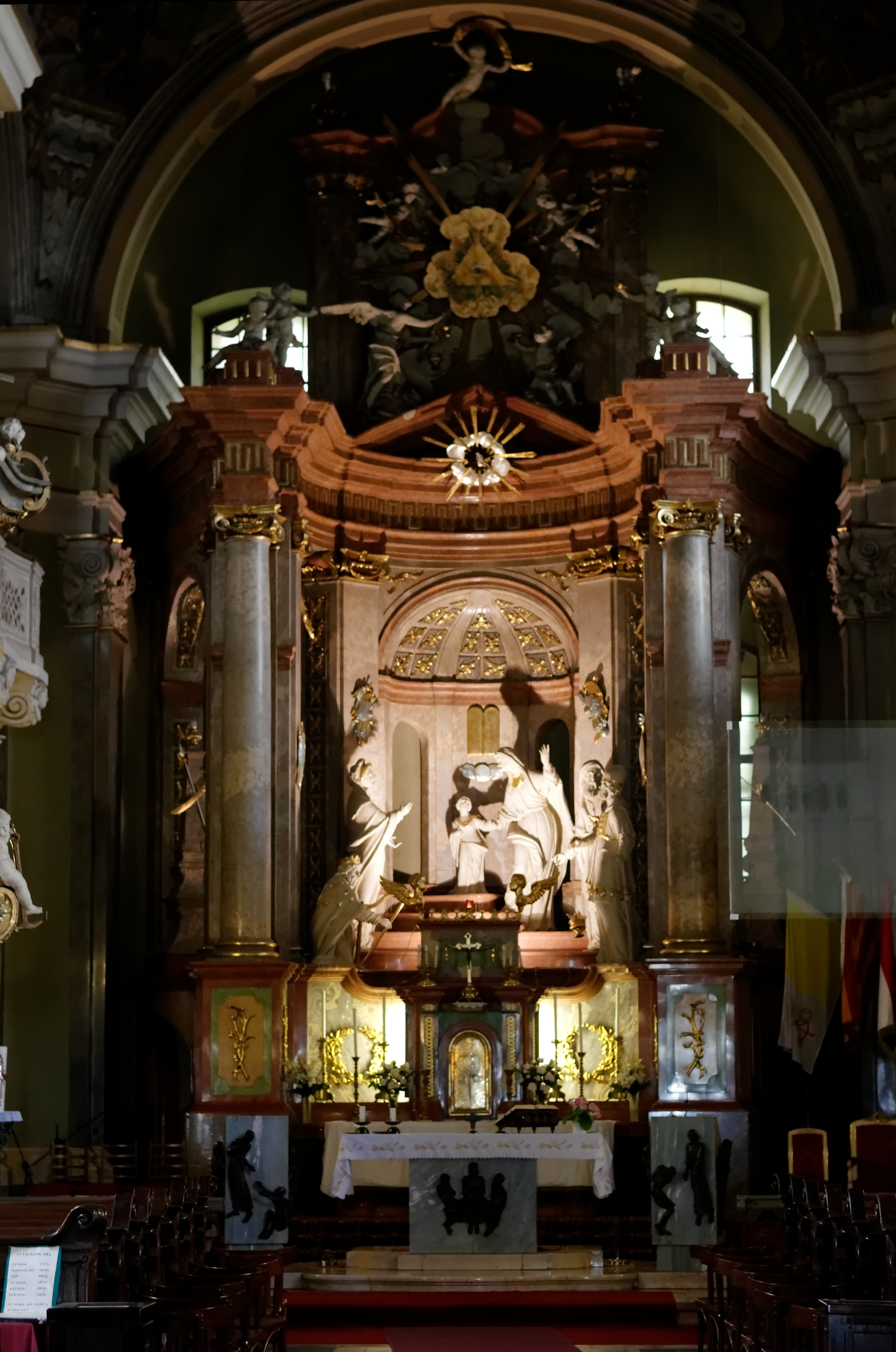
Maître-autel. Le groupe sculpté (Károly Bebo, 1773) représente Marie conduite enfant au temple de Jérusalem par sa mère Anne

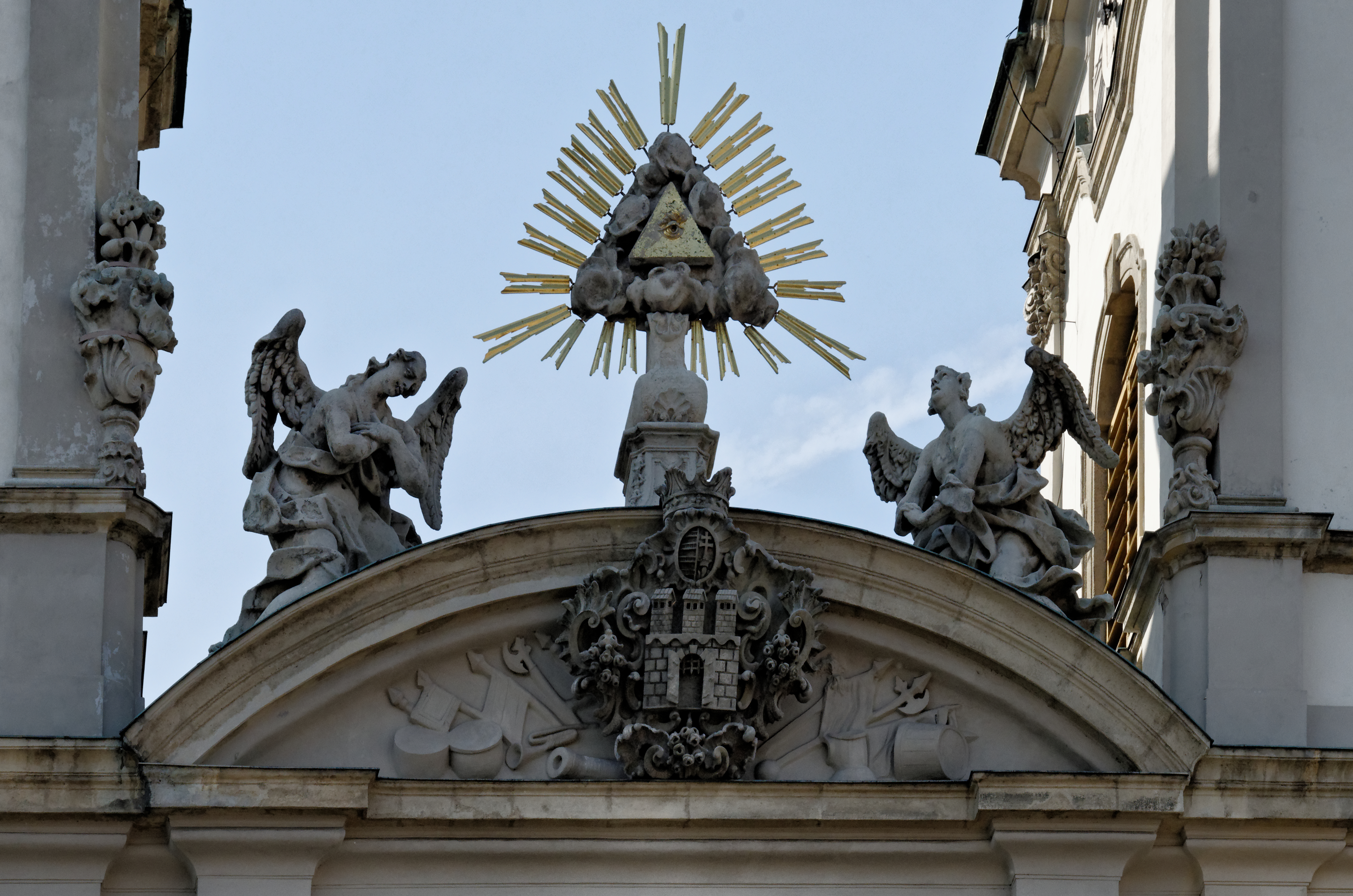
Détail de la façade montrant les armoiries de Buda sous le symbole de la Trinité encadré de deux anges
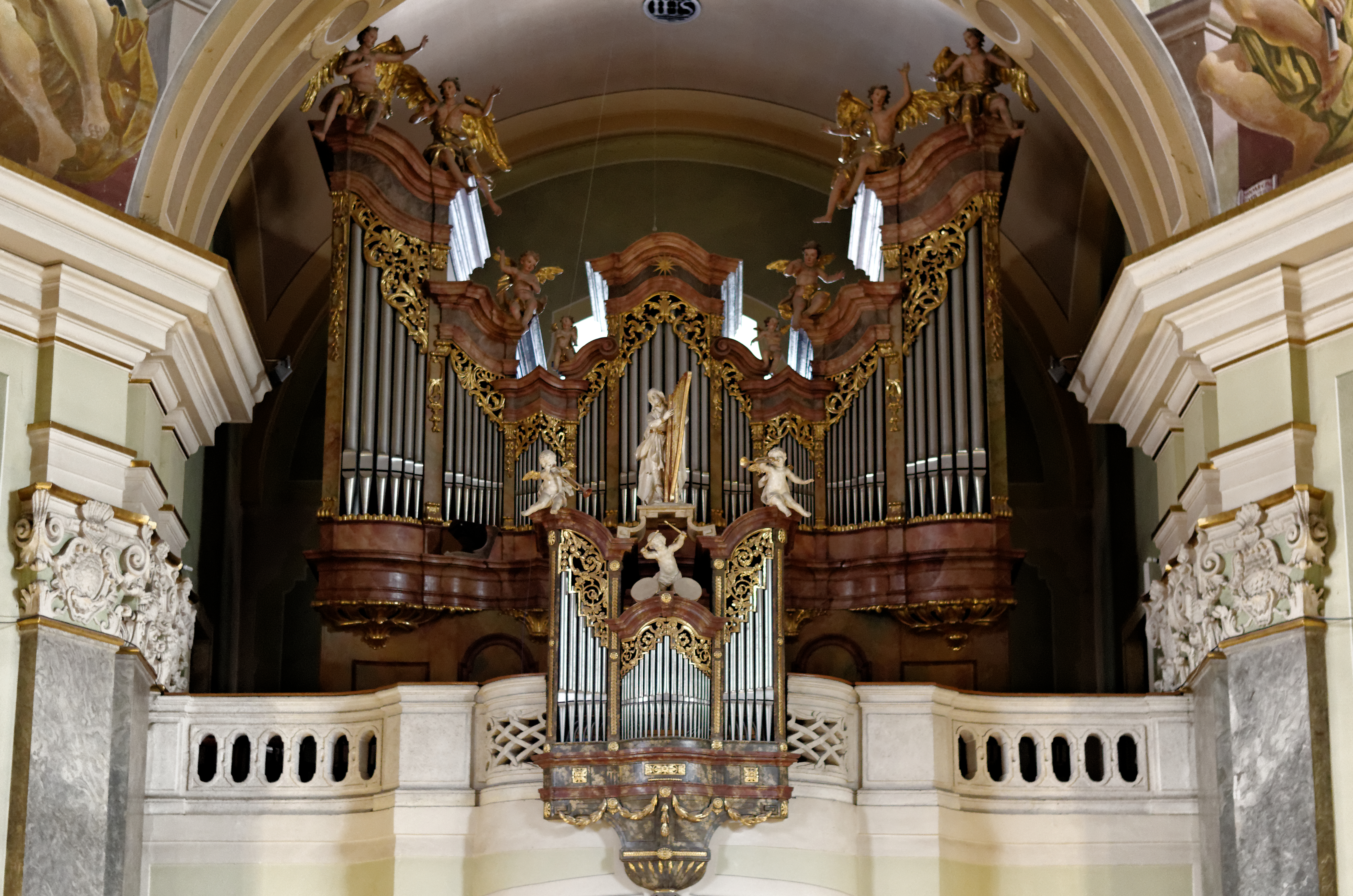
Buffet d'orgue provenant d'une église carmélite de la colline du Château et transféré à la fin du XVIIIe siècle après la dissolution de l'Ordre du Carmel par Joseph II